# GSI Pontivy
GSI Pontivy (tiếng Pháp: Garde Saint-Ivy Pontivy) là một câu lạc bộ bóng đá Pháp có trụ sở tại Pontivy (Morbihan). Đội được thành lập vào năm 1935. Đội chơi tại Stade Municipal du Faubourg de Verdun, có sức chứa 3.200. Màu sắc của câu lạc bộ là màu xanh lá cây và trắng.

## Danh hi
- Giải vô địch Brittany DH: 1994